# Ридерих
Ридерих (њем. Riederich) општина је у њемачкој савезној држави Баден-Виртемберг. Једно је од 26 општинских средишта округа Ројтлинген. Према процјени из 2010. у општини је живјело 4.299 становника. Посједује регионалну шифру (AGS) 8415062.

## Географски и демографски подаци
Ридерих се налази у савезној држави Баден-Виртемберг у округу Ројтлинген. Општина се налази на надморској висини од 336 метара. Површина општине износи 4,6 km². У самом мјесту је, према процјени из 2010. године, живјело 4.299 становника. Просјечна густина становништва износи 927 становника/km².